# 1981 en Alberta
Chronologie de l'Alberta
- 1977
- 1978
- 1979
- 1980
- 1981
- 1982
- 1983
- 1984
- 1985

Cette page concerne des événements qui se sont produits durant l'année 1981 dans la province canadienne de l'Alberta.

## Politique
- Premier ministre :  Peter Lougheed du parti Progressiste-conservateur
- Chef de l'Opposition : Raymond Speaker
- Lieutenant-gouverneur :  Francis Charles Lynch-Staunton (en)
- Législature :

## Événements
- Mise en service :
  - de la Bow Valley Square 4, tour de bureaux de 134 mètres de hauteur à Calgary[1].
  - de la Canadian Western Bank Place, tour de bureaux de 121 mètres de hauteur à Edmonton[2].
  - de l' Enbridge Tower, tour de bureaux de 99 mètres de hauteur située 10175 101 St NW à Edmonton[3].
  - de l' ING Building, immeuble de bureaux situé 10130 103 St NW à Edmonton[4].
  - du Sun Life Plaza - West, immeuble de bureaux de 114 mètres de hauteur situé 144 4 Avenue SW à Calgary[5].
  - de la TD Canada Trust Tower, immeuble de bureaux de 162 mètres de hauteur à Calgary[6].
  - de la Telus Tower, tour de bureaux de 112 mètres de hauteur à Calgary[7].
- 15 septembre : inauguration de la West Edmonton Mall.

## Naissances
- 7 janvier : Alexander Auld né à Cold Lake, dans la province de l'Alberta au Canada) est un joueur professionnel canadien de hockey sur glace qui évoluait au poste de gardien de but.
- 19 janvier : Ross Lupaschuk (né à Edmonton), joueur canadien de hockey sur glace[8].
- 20 janvier : Owen Hargreaves, né à Calgary, footballeur international anglais qui évolue au poste de milieu de terrain.
- 27 janvier : Eric Neilson, né à Lethbridge, skeletoneur canadien.
- 29 janvier : Kyle Wanvig (né à Calgary), joueur professionnel canadien de hockey sur glace. Il évolue au poste d'ailier droit[9].
- 12 février : Jesse James Hutch, de son vrai nom Jesse Hutchakowski, acteur canadien de cinéma et de télévision. Il a joué dans plusieurs séries télévisées tel que Smallville, About a girl ou Arrow et dans divers films tels que Termination Point et Freddy contre Jason.
- 17 mars : Craig Weller (né à Calgary), joueur professionnel canadien de hockey sur glace. Il évoluait au poste d'ailier droit/défenseur[10].
- 5 mai : Darla Deschamps, née à Calgary, est une skeletoneuse canadienne.
- 30 juin : Jason Jaffray (né à Rimbey), joueur professionnel canadien de hockey sur glace.
- 16 juillet : Michelle Morgan (née à Calgary) , actrice canadienne.
- 21 juillet : Tim Smith (né à Rochfort Bridge), joueur professionnel canadien de hockey sur glace.
- 27 juillet : Krystofer Stanley Kolanos (né à Calgary), joueur canado-Polonais de hockey sur glace[11].
- 23 août : Drew Goldsack, fondeur canadien, né à Red Deer.
- 15 septembre : Christine Latham, née à Calgary, joueuse canadienne de soccer évoluant au poste d'attaquant.
- 15 octobre : Grant Stevenson (né à Spruce Grove), joueur canadien de hockey sur glace[12].
- 19 octobre : Joe Benoit (né à Saint-Albert) joueur canadien de hockey sur glace.
- 7 novembre : Dustin Sproat (né à Red Deer), joueur professionnel canadien de hockey sur glace.
- 24 novembre : Lauren Woolstencroft, née à Calgary, skieuse alpine canadienne. Elle a établi un record aux Jeux paralympiques d'hiver de 2010 en remportant cinq médailles d'or.
- 3 décembre : Jean Dubé (né à Edmonton), pianiste de double nationalité, française et canadienne.
- 7 décembre : Athena Irene Karkanis, née à Lethbridge, actrice canadienne.
- 10 décembre : René Bourque (né à Lac La Biche), joueur professionnel canadien de hockey sur glace qui évolue au poste d'ailier droit[13],[14].

## Décès
- 11 janvier : Georges Bugnet, écrivain, journaliste et horticulteur, né à Chalon-sur-Saône en 1879.
- 25 janvier à Calgary : Tuesday Lobsang Rampa, pseudonyme de Cyril Henry Hoskin (né à Plympton, Angleterre, 8 avril 1910), écrivain britannique qui prétendait être né au Tibet et être devenu le lama médecin à la lamaserie de Chakpori avant de parcourir le monde, puis d'abandonner volontairement son corps de naissance et avoir recours au procédé de transmigration[15] pour continuer sa vie dans celui d'un Anglais. Il avait pris le nom de Carl Kuon Suo jusqu'en 1962. Ses ouvrages, en particulier le premier, Le Troisième Œil, ont obtenu un important succès populaire et l'auteur est généralement perçu comme l'initiateur d'une « nouvelle littérature spirituelle », sinon du New Age dans son ensemble[16].
- 9 février à Calgary : Cecil Ralph Thompson, surnommé Tiny Thompson, (né le 31 mai 1903 à Sandon (en) en Colombie-Britannique), joueur professionnel de hockey sur glace du début du XXe siècle[17],[18]. Il a évolué dans la Ligue nationale de hockey dans les années 1930 d'abord pour les Bruins de Boston puis en fin de carrière pour les Red Wings de Détroit. Il est le frère aîné de Paul Thompson, joueur professionnel avec les Rangers de New York et avec les Black Hawks de Chicago puis entraîneur de Chicago par la suite[19].